# František Binder
Podplukovník letectva in memoriam František Binder (22. října 1914 Hojná Voda, Rakousko-Uhersko – 4. března 1942, v letadle za letu nad Severním mořem) byl československý voják, příslušník Stráže obrany státu, československé zahraniční armády a příslušník RAF. Účastnil se bojů o Sudety a jako letecký střelec bombardovací jednotky v okupované Evropě. Po boji s německým nočním stíhačem 3. března 1942 byl zraněn a krátce po půlnoci dne 4. března 1942 po přistání poničeného letounu na domovskou základnu RAF v East Wretham, Anglii svým zraněním podlehl.

## Život

### Mládí a rodina
Narodil se 22. října 1914 v Hojné Vodě. Měl sestru Marii. Jeho otec František padl v první světové válce, v roce 1918. Toho mu nahradil Václav Jeník, příslušník Finanční stráže v nedaleké Staré Huti a otcův kamarád z války. Od roku 1926 rodina bydlela na Modravě, kde byla i česká škola. Vyššího vzdělání dosáhl František na chemické průmyslovce v Praze a následně pracoval v oboru drogista/materialista. Zasnoubil se s Marii Hokrovou, se kterou začal žít v Olešnici u Trhových Svinů. Ze služebních důvodů se ale s ní neoženil. V lednu 1939 se jim narodila dcera Květa.

### Vojenská služba a služba ve Stráži obrany státu
- 1. října 1935 – prezentován k výkonu prezenční služby a vtělen, jako vojín ČSA, k 9. rotě 1. pěšího pluku "Mistra Jana Husa",
- 16. září 1936 – byl povýšen do hodnosti svobodníka,
- 24. května 1938 – po absolvování vojenské prezenční služby, byl prezentován ke čtyř nedělnímu výjimečnému cvičení ve zbrani podle §180 branného předpisu, Výnos MNO č.j. 2501 – hlavního štábu 1938,
- 25. května 1938 – propuštěn do poměru mimo činnou službu, jako příslušník SOS, Stráže obrany státu,
- Od června roku 1938 – sloužil, společně se svým nevlastním otcem Vrchním respicientem Václavem Jeníkem, na oddělení Finanční stráže, celním úřadě Kaplické Chalupy/Guglwald. Zde v září roku 1938 zažil několik útoků heinleinovců,
- 29. listopadu 1938 – ukončil činnost u Stráže obrany státu při ochraně státních hranic a ve službách Obrany národa provádí výzvědnou činnost až do odchodu z Vlasti.

### Boje v pohraničí 1938
K prvnímu útoku Freikorpsu proti celnici Kaplické Chalupy došlo v noci z 20. na 21. září 1938, kdy díky včasným protiopatřením hraničářů byli při boji lehce zraněni pouze vojín Alexandr Farkaš od 45. pěšího pluku do oka a záložník Václav Prášek byl zraněn do víčka. Vše začalo, když vrchní respicient Jeník chtěl večer rozsvítit v kanceláři světlo. Zjistil, že dodávka elektřiny je přerušena a všiml si, že i na rakouské straně stojí celnice v Guglwaldu zahalena temnotou. Z toho vytušil blížící se nebezpečí, a proto vyslal spojku k veliteli družstva. To bylo staženo na jiné místo a na celnici zůstala jen tříčlenná hlídka. S lehkým kulometem vz. 26 (ZB26) ležel ukryt za překážkami u hraniční závory svobodník Binder.
Deset minut po půlnoci zaútočila ze tří stran proti celnici osmdesátičlenná tlupa Freikorpsu. První skupina postupovala lesem, ale když narazila na strážného, který okamžitě zahájil palbu, rozprchla se. Daleko nebezpečnější byl útok druhé skupiny, postupující k lesíku u Stiftovy pily. Ochranným příkopem se dostali až do bezprostřední blízkosti celnice, hodili před budovu několik ručních granátů a zahájili palbu z německých samopalů. Celý útok podporovaly z rakouského území palbou dva kulomety obsluhované vojáky Wehrmachtu. Jeden střílel asi na vzdálenost 500 metrů jihovýchodně od celnice, druhý přímo z okna Baumannova hostince v Guglwaldu.
Svobodník Binder tlaku útočníků odolal. Vystřílel čtyři zásobníky, a když z pátého zásobníku vyslal po útočnících další dávku, opakovaný útok Freikorpsu se definitivně zhroutil. Několik vážně zraněných soukmenovců útočníci odtáhli za hranice a u celnice nastal opět klid. Po henleinovcích zůstal na bojišti zásobník do německého samopalu, 108 vystřílených nábojnic a 68 rozbitých okenních tabulek, hlavní vchod celnice rozstřílený do podoby řešeta a další šrámy z nočního boje.
Brzy však došlo k dalším incidentům. V sobotu 24. září 1938 šel František Binder do blízké trafiky zakoupit cigarety pro celou jednotku SOS. Poblíž Stiftovy pily byl však napaden neznámým útočníkem, který použil i ručního granátu. Chladnokrevný Binder měl štěstí a v nastalé přestřelce, kde použil rovněž granáty, útok odrazil.
Na druhý den 25. září 1938, následoval útok dokonce 200 ozbrojených členů Freikorpsu, podporovaných opět z rakouského území několika těžkými kulomety. V divoké přestřelce byla hrstka hraničářů nucena couvnout. Tentokrát se to obešlo bez zraněných. Zdemolovaný celní úřad již dávno ztratil svůj význam, a tak již nebyl zpět obsazován a zůstal trvale v rukou nacistů.

### Po okupaci
Po okupaci Čech a Moravy, v roce 1939, se František Binder zapojil v řadách Obrany národa do odboje. Začalo po něm usilovně pátrat gestapo, a proto byl nucen protektorát a své nejbližší opustit. Stalo se tak 6. října 1939, kdy v okolí Hodonína pěšky přešel státní hranice Protektorátu Čechy a Morava až na území Slovenského státu. 7. října 1939 se dostal do Maďarska, kde byl zatčen a vězněn. Z vězení uprchl, ale v Rumunsku se opět ocitl ve vězení. Po propuštění se přes Řecko a Turecko dostal do Francie, kde byl přijat do československé zahraniční armády a zařazen k 3. pěšímu pluku. Do bojů o Francii ale nezasáhl.

### Francie
- 25. ledna 1940 – prezentován na konzulátu republiky Československé v Marseille po vylodění transportu z Bejrútu (Beyrouth),
- 26. ledna 1940 – prezentován v Agde a vtělen k 1. rotě 3. pěšího pluku,
- 8. února 1940 – přemístěn k moto četě 3. pěšího pluku, kde konal řadovou službu a působil jako instruktor u výcvikové roty,
- 2. dubna až 12. dubna 1940 – řádná dovolená s pobytem v Paříži,
- 30. května 1940 – přemístěn k Letecké skupině,
- 24. června 1940 – odjezd z Francie, přístavu Port Vendres, se skupinou letců v transportu pplk. letectva Karla Tomana.

### Royal Air Force
- 7. července 1940 – příjezd do Anglie (Liverpool),
- 25. července 1940 – přijat do RAF s hodnosti AC2 (Aircraftman No 2 Class) jako Volunteer Reserve v Czechoslovak Depot na základně Cosford,
- 5. září 1940 – přemístěn k 312 československé stíhací peruti jako mechanik,
- 25. ledna 1941 – povýšen do hodnosti AC1 (Aircraftman No 1 Class),
- 7. března 1941 – povýšen do hodnosti desátníka,
- 3. května 1941 – na vlastní žádost přidělen k jednotce No. 4 Air Observers School ve skotském West Freughu, kde zahájil letecký střelecký kurz (Air Gunner),
- 19. června 1941 – povýšen do hodnosti T/Sgt (Temporary Sergeant) a přiznána kvalifikace leteckého střelce (Air Gunner),
- 21. června 1941 – přemístěn k 311 československé bombardovací peruti do East Wrethamu,
- 5. září 1941 – spolu s Adolfem Pegřímkem je obviněn z krádeže 2 litrů benzinu,
- 14. října 1941 – odsouzen polním soudem na 28dní a degradován zpět do hodnosti AC2 (Aircraftman No 2 Class),
- 24. října 1941 – odeslán do pevnosti Fort Darland Naval Detention Barracks,
- 5. listopadu 1941 – vrácen ke své jednotce, 311 československé bombardovací peruti do East Wrethamu,
- 24. prosince 1941 – navrácena hodnost Sgt/AG a zařazen mezi operační letce,
- Mezi 28. prosincem 1941 a 3. březnem 1942, kdy byl zařazen mezi operační letce, vykonal celkem 9 náletů v délce trvání 39 hod 24 min. jako zadní střelec bombardéru,
- 4. března 1942 – KIA (Killed in action) v 00.07 hod. zemřel při operačním letu.

### Poslední bitva
Na zpáteční cestě z náletu na severoněmecký železniční dopravní uzel a německý přístav Emden byl jeho letoun Wellington Mk.1 s imatrikulací KX-G, ICZ 1147, pilotovaný seržantem Vladimírem Párou, napaden nepřátelským stíhačem majorem Wernerem Streibem, velitelem 1. skupiny NJG 1 (Nachtjagdgeschwader / Noční stíhací eskadra Luftwaffe) v holandském Venlo či nadporučíkem Paulem Gildnerem od 5. skupiny NJG 2. Stalo se tak nad nizozemským Terschellingem.
Souboj Wellingtonu s německým nočním stíhačem trval dlouho. Stíhač byl naváděn zřejmě ze země a držel se za bombardérem v závěsu, letěl však v nestejné výšce a nemohl svou oběť dlouho najít. Binder ho stále sledoval. Z důvodu nedostatečné obranné výzbroje neměl ale střelec proti nočnímu stíhači šanci a jedinou nadějí pro bombardér byl únik do mraků.
| „                                                               | Němec nás sledoval dost dlouho, takových dvacet minut. Jednou nás přeletěl a přední střelec Ján Šimko po něm začal střílet. Potom zaútočil zezadu, ale Franta Binder ho dvakrát odrazil. Když se rozsvítilo červené světélko, signalizující, že zadní střelec je raněn, ozvaly se výstřely Bindrových Browningů. Současně jsme pocítili i zásahy nočního stíhače. Naštěstí se před námi objevil větší mrak, do kterého Vladimír Pára vletěl. Udělali jsme celý okruh, já jsem se šel s navigátorem podívat do zadní věže a Bindra jsme našli v bezvědomí. Krev mu tekla jak z hlavy, tak z břicha. Těžko jsme ho dostali do trupu na sklápěcí lůžko. Morfiovou injekci jsem mu dal já. Velitel mě poslal do zadní věže, ale to už nebylo k ničemu, byla zcela zdemolovaná granáty kanónků. | “ |
| — Druhý pilot seržant Oldřich Soukup při zpravodajském výslechu | |   |

7 minut po půlnoci 4. března dosedl na břicho (prakticky pádovou rychlostí) poškozený Wellington na plochu letiště v East Wrethamu. Přítomná lékařská pomoc byla zbytečná, neboť Binder těžkým zraněním podlehl zřejmě během letu.[zdroj?] Z letounu byl členy posádky vynesen již mrtvý.

### Pohřeb
| „                                             | Pohřeb Sgt Bindera, který zemřel v důsledku zranění při operační činnosti, koná se v sobotu 7. března 1942. Zúčastní se povinně všichni příslušníci 311. peruti, pokud to služba dovolí. Příchod na nástupiště dle sekcí v 10.30 hod. pod velením velitelů sekcí. Jako nosiči rakve se přihlásili: - 787164 Sgt Horáček Josef, pilot - 787489 Sgt Soukup Oldřich, pilot - 787271 Sgt Klvaňa Jar., střelec - 787824 Sgt Donda Zdeněk, střelec - 787884 Sgt Šimko Jan, střelec - 787894 Sgt Tofel Pavel, střelec. | “ |
| — Denní rozkaz z 5. března 1942, rozkaz č. 20 | |   |

V šestici letců, kteří se přihlásili jako nosiči rakve Sgt Bindera, byli dva jeho kamarádi z osádky, druhý pilot Sgt Soukup a přední střelec Sgt Šimko, s kterým společně bránil letoun při svém posledním souboji.
| „                                                   | Pohřeb Franty Bindera. Nesl jsem jeho rakev. Znal jsem se s ním již z Francie od velitelské roty 3. pěšího pluku. Chudákovi se nechtělo na tu operaci, jako by to cítil. | “ |
| — Sgt Tofel si poznamenal po pohřbu do svého deníku | |   |

Pohřben byl na hřbitově St. Ethelbert v East Wrethamu, v hrobě č. 21.
- 1. dubna 1942 – in memoriam povýšen do hodnosti rotmistra v záloze.

## Posmrtná ocenění

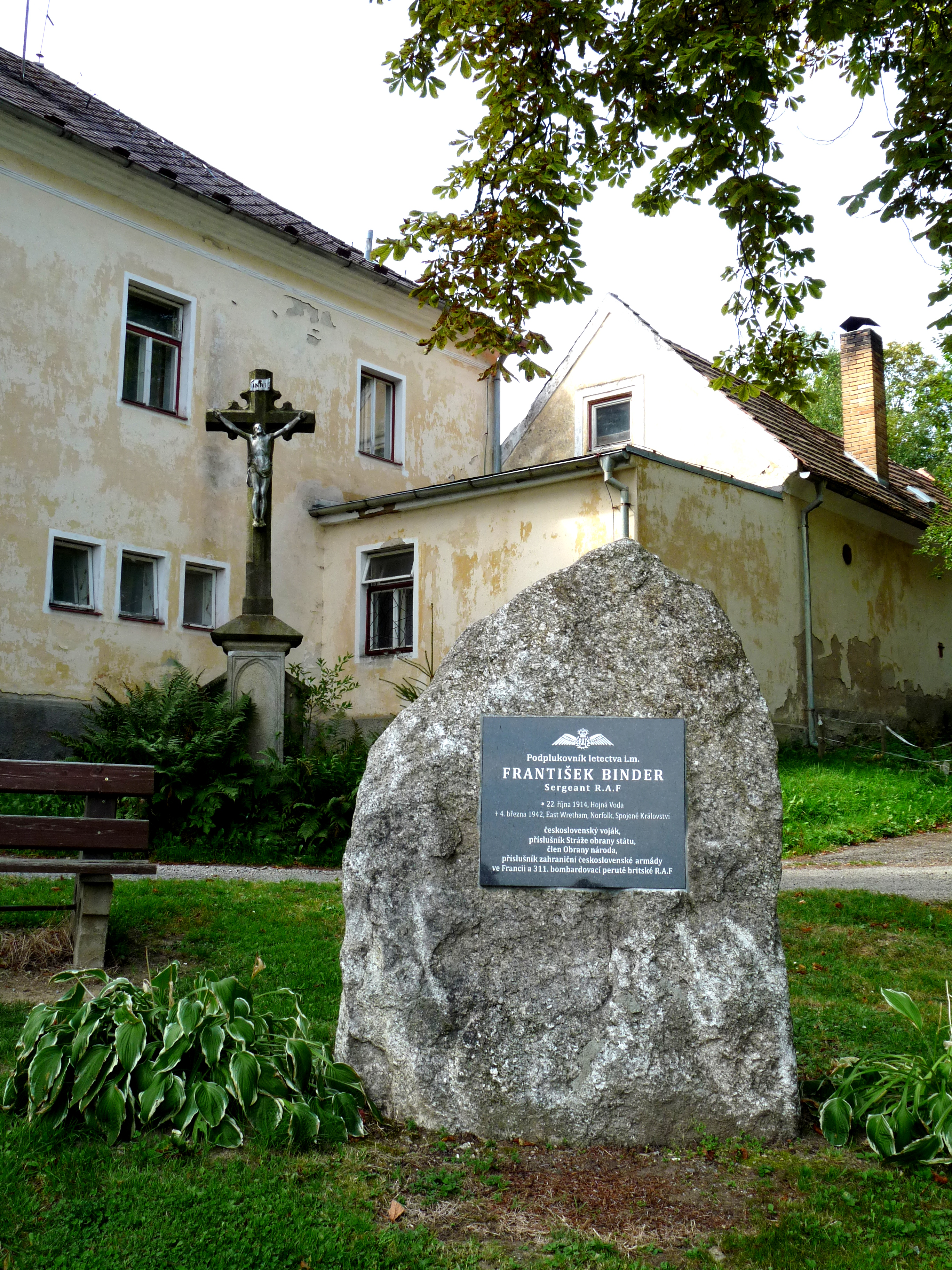
Pomník Františka Bindera v Hojné Vodě

- 1. února 1947 – in memoriam povýšen do hodnosti štábního rotmistra v záloze,
- 29. května 1991 – in memoriam povýšen do hodnosti podplukovníka letectva v záloze.
- 13. září 1991 – společně s dalšími československými letci se dočkal in memoriam čestného uznání při příležitosti morální a politické rehabilitace československých zahraničních letců, bývalých příslušníků RAF, účastníků bojů za svobodu ČSR na světových válčištích v letech 1939–45.
- Urna s prstí z jeho hrobu označená [107, 311, 4. 3. 1942, Z-1147] byla předána do vlasti v září 1945, ministerstvem obrany byla následně odložena v katakombách památníku na Vítkově v Praze, od roku 1992 je uložena v Památníku československých letců padlých ve druhé světové válce v Prostějově.
- Pomník Františka Bindera byl slavnostně odhalen v rodné Hojné Vodě v roce 2014[8]

### Vyznamenání
- 1942  Československá medaile Za chrabrost před nepřítelem
- 1946  Československý válečný kříž 1939
- 1947  Československá medaile Za chrabrost před nepřítelem
- 2014  1939-45 Star and Bomber Command Clasp
- 2014  Aircrew Europe Star
- 2014  Defence Medal
- 2014  War Medal 1939-45